# Meiosquilla randalli
Meiosquilla randalli is een bidsprinkhaankreeftensoort uit de familie van de Squillidae. De wetenschappelijke naam van de soort is voor het eerst geldig gepubliceerd in 1962 door Manning.